# إدوارد كراسيمان
إدوارد كراسيمان (5 مارس 1891 - 29 أبريل 1950) جنرالًا ألمانيًا ( جينيرال لوتنانت ) في الفيرماخت خلال الحرب العالمية الثانية، الذي قاد عدة فرق بانزر. وقد حصل على وسام الفارس الصليبي الحديديبأوراق البلوط لألمانيا النازية.
قاتل كضابط مدفعية خلال الحرب العالمية الأولى على الجبهتين الغربية والشرقية لكنه ترك الجيش في عام 1919، وعاد إلى الحياة المدنية. في عام 1936، انضم إلى فرع هير (الجيش) في الفيرماخت في عام 1936. خدم في معركة فرنسا وحملة الصحراء الغربية كقائد على مستوى الكتيبة والفوج. كان يعمل لفترة وجيزة قائدًا لفرقة بانزر 15 (الفيرماخت) في منتصف عام 1942. في عام 1944 تم إعطاؤه قيادة الفرقة 26 بانزر، التي كانت تعمل في إيطاليا. ثم قاد فيلق الجيش الثاني عشر SS من يناير إلى أبريل 1945 حتى استسلم لقوات الولايات المتحدة.
تحت قيادته، قامت فرقة بانزر 26 بذبح أكثر من 160 مدنيًا إيطاليًا في مذبحة Padule di Fucecchio. في عام 1947، حوكم من قبل محكمة جرائم حرب تديرها السلطات البريطانية في بادوا. أدين وحكم عليه بالسجن لمدة 10 سنوات، توفي في السجن في عام 1950.

## حياة
ولد إدوارد كراسيمان في مدينة هامبورغ في 5 مارس 1891، وانضم إلى جيش الإمبراطورية الألمانية في عام 1910 باعتباره فاهننكر (ضابط عسكري ). تم تكليفه بصفته Leutnant (ملازم ثان) في فوج المدفعية الميداني 46 في العام التالي. 

## الجوائز والأوسمة
- الصليب الحديدي (1914) الدرجة الثانية والدرجة الأولى [3]
- مشبك الصليب الحديدي (1939) الدرجة الثانية والدرجة الأولى [3]
- الصليب الألماني في الذهب في 1 نوفمبر 1943 مثل أوبرست مع فوج المدفعية 116 بانزر [4]
- وسام الفارس الصليبي الحديدي في 26 ديسمبر 1941 بصفته أوبرسلوبمينت وقائد فوج المدفعية 33 [5]
- وسام الفارس الصليبي الحديدي بأوراق البلوط كجنرال مايجور وقائد فرقة بانزر 26 [5]